# Cattedrale di Santa Domenica

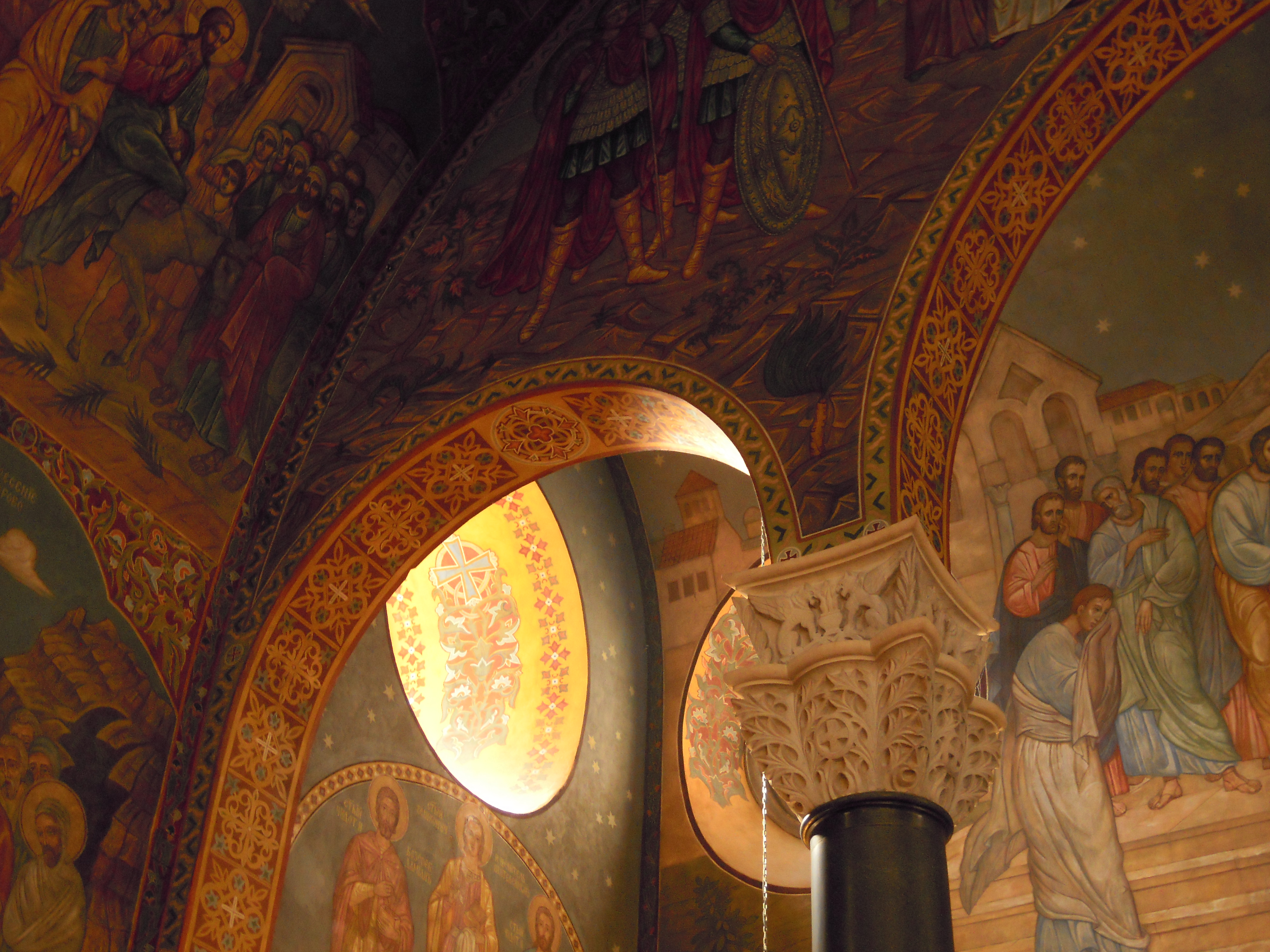
Interno della Cattedrale

La cattedrale di Santa Domenica (in bulgaro: църква Света Неделя) è la cattedrale ortodossa della capitale bulgara Sofia.

## Storia
La storia dei primi anni della cattedrale è poco conosciuta. È probabile che la struttura originale sia stata costruita nel X secolo e avesse una base in pietra e pareti in legno. La chiesa è menzionata nelle note di viaggio del viaggiatore tedesco Stefan Gerlach, che ha visitato Sofia nel 1578.
Intorno al 1460 le reliquie del re serbo Stefano Uroš II Milutin sono state trasferite in Bulgaria e vennero in seguito collocate nella chiesa di Santa Domenica in occasione della sua elevazione a cattedrale nel XVIII secolo, contestualmente la cattedrale venne dedicata a Cristo Re.
L'edificio in legno arrivò indenne fino alla metà del XIX secolo, quando venne smontato il 25 aprile del 1856 per costruire al suo posto una più imponente cattedrale. La nuova costruzione, che avrebbe raggiunto i 35,5 metri di lunghezza e una larghezza di 19 metri, ebbe inizio nell'estate dello stesso anno. L'edificio, ancora incompiuto, fu danneggiato da un terremoto nel 1858, con la conseguenza che i lavori si protrassero oltre il previsto, fino alla fine del 1863, sotto la supervisione dell'architetto Ivan Boyanin. La consacrazione della nuova cattedrale ebbe luogo l'11 maggio 1867 alla presenza di 20.000 persone. Il nuovo campanile fu costruito nel 1879. Nel 1898, durante lavori di restauro, venne aggiunta la cupola.
Nel 1925 la chiesa è stata gravemente danneggiata in seguito ad un attentato esplosivo avvenuto durante il funerale del generale Konstantin Georgiev, attentato che causò anche l'uccisione di 134 persone e più di 500 feriti. La chiesa venne nuovamente restaurata, acquisendo l'aspetto attuale. La riconsacrazione si è tenuta il 7 aprile del 1933.